# GMC ACK 353
Pour les articles homonymes, voir ACK.
Le GMC ACK 353 est un camion tout-terrain construit par GMC au début de la Seconde Guerre mondiale. Il est employé par l'Armée française et l'Armée britannique à partir de 1940.

## Conception
L'ACK 353 (A pour l'année 1939, C pour la cabine conventionnelle et K pour les roues toutes motrices) est conçu en concurrence avec la série Dodge / Fargo T-203 / VF-400 pour répondre à la demande de l'Armée de terre américaine d'un camion cargo de 1 ¹⁄₂ tonne.
L'ACK 353 était équipé du nouveau moteur GMC 248 (en) de 1939, un six cylindres 94 × 97 mm en ligne à soupapes en tête et à pont bas. Sa cylindrée de 4 070 cm3 produit une puissance de 57 kW,. La transmission est manuelle à quatre vitesses, combinée à une boîte de transfert à deux vitesses engageant l'essieu avant en mode tout terrain.
L'empattement est de 4,01 m. Le camion mesure 6,50 m de long, 2,29 m de large et 2,97 m de haut (2,26 m quand les arceaux supérieurs arrière sont abaissés). Le poids mort en ordre de marche du camion est 3,39 tonnes. Le véhicule se distingue par ses moyeux avant, conçus pour accueillir des roues jumelées sur des terrains particulièrement difficiles.

## Service
Équipés de carrosseries en acier à flancs fixes et de sièges pour les troupes, les camions sont commandés par la France en 2 000 exemplaires (classés comme camions 2,5 t « tous chemins ») afin de pallier le manque de Laffly S20 TL (de) dans les nouveaux régiments de dragons portés. Livrés en pièces, les véhicules sont assemblés en France par l'usine General Motors de Gennevilliers. Seulement 760 ont été débarqués le 1er avril 1940 (et pas encore remontés) mais il est probable que tous aient été livrés aux Français avant juin 1940. Ils sont notamment utilisés pour rééquiper l'infanterie des divisions légères mécaniques dont le matériel avait été perdu à Dunkerque. Certains sont maintenus en service par l'Armée d'armistice,, notamment comme tracteurs de caissons d'artillerie, et d'autres tombent aux mains de la Wehrmacht allemande nazie.
L'automitrailleuse CDM (camouflage du matériel), conçue clandestinement au sein de l'Armée d'armistice, utilise le châssis de l'ACK 353 sur lequel est montée une caisse blindée et une tourelle. Malgré le test réussi d'un prototype en octobre 1942, le projet est stoppé par l'invasion de la zone libre.
L'Armée française commande le 1er juin 1940 3 000 camions ACK 353 et Dodge T 203 supplémentaires. À cause de l'armistice, tous sont finalement utilisés par l'Armée britannique,.